# Heimatbund Märkischer Kreis
Der Heimatbund Märkischer Kreis (HBMK) mit Sitz in Altena ist ein eingetragener Verein und satzungsgemäß Dachverband für die Ortsheimatvereine und Ortsheimatpfleger im Gebiet des Märkischen Kreises mit Ausnahme der zum Sauerländer Heimatbund zugehörigen, ehemals kurkölnischen Städte Menden sowie Balve und vorrangig für die überörtliche Heimatarbeit auf Kreisebene zuständig.
Ziel des Heimatbundes ist es, das Geschichtsbewusstsein zu fördern, Brauchtum zu pflegen und die Liebe zur Heimat zu wecken. Die Gründung erfolgte 1976.
Der Heimatbund Märkischer Kreis ist Mitglied im Dachverband Westfälischer Heimatbund.